# Jószáshely

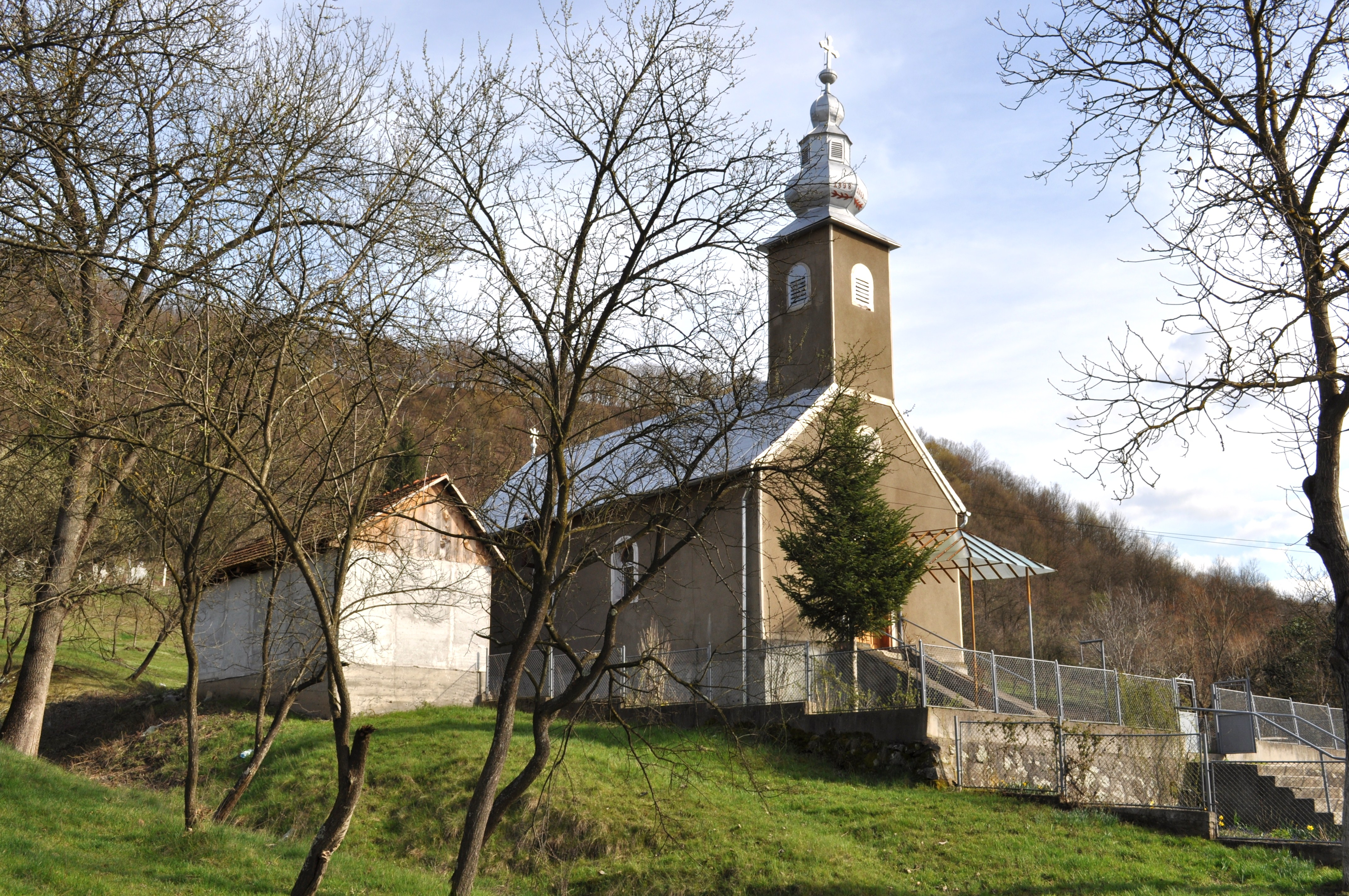
Ortodox fatemplom (1898

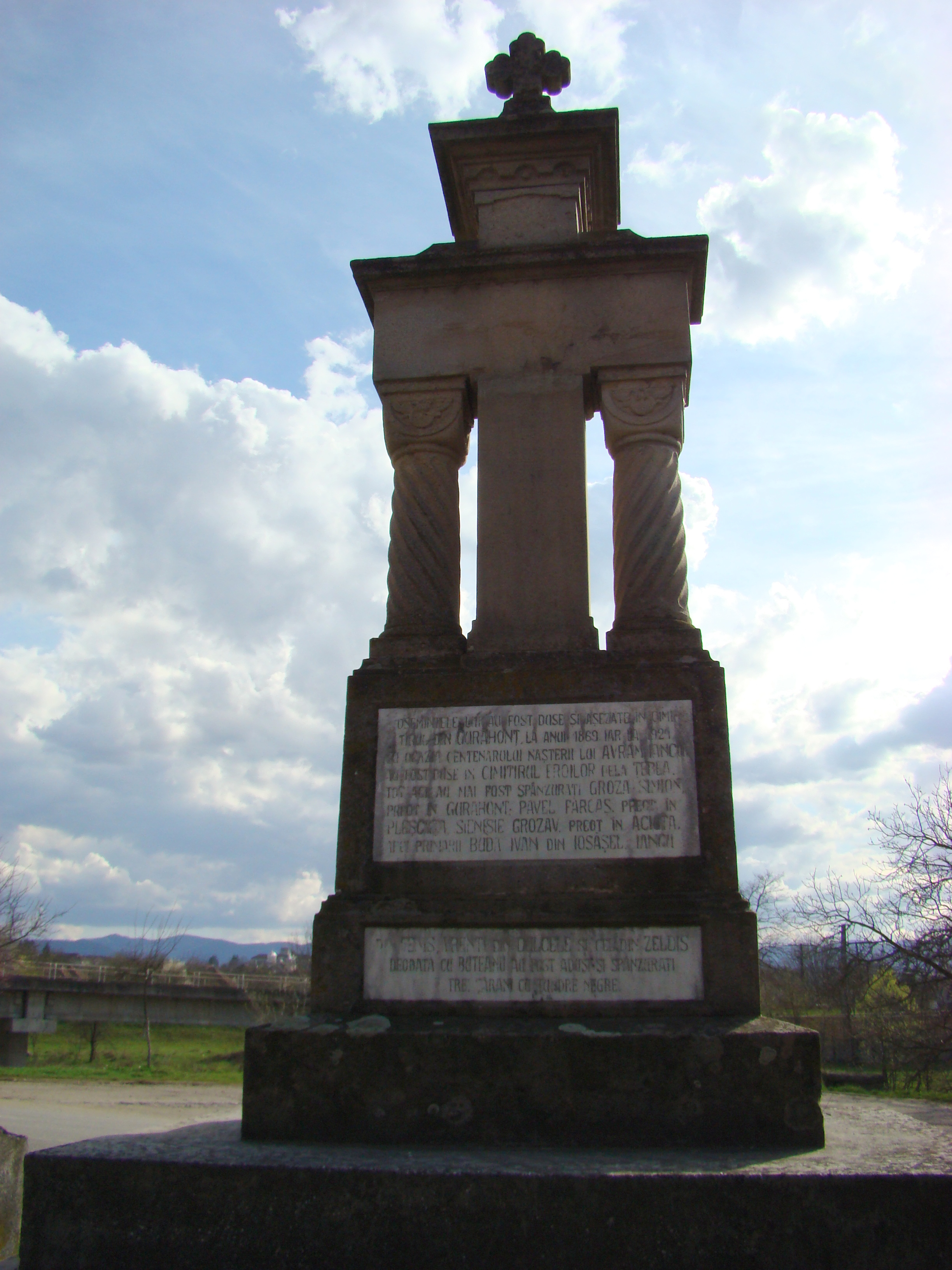
Buteanu-emlékmű

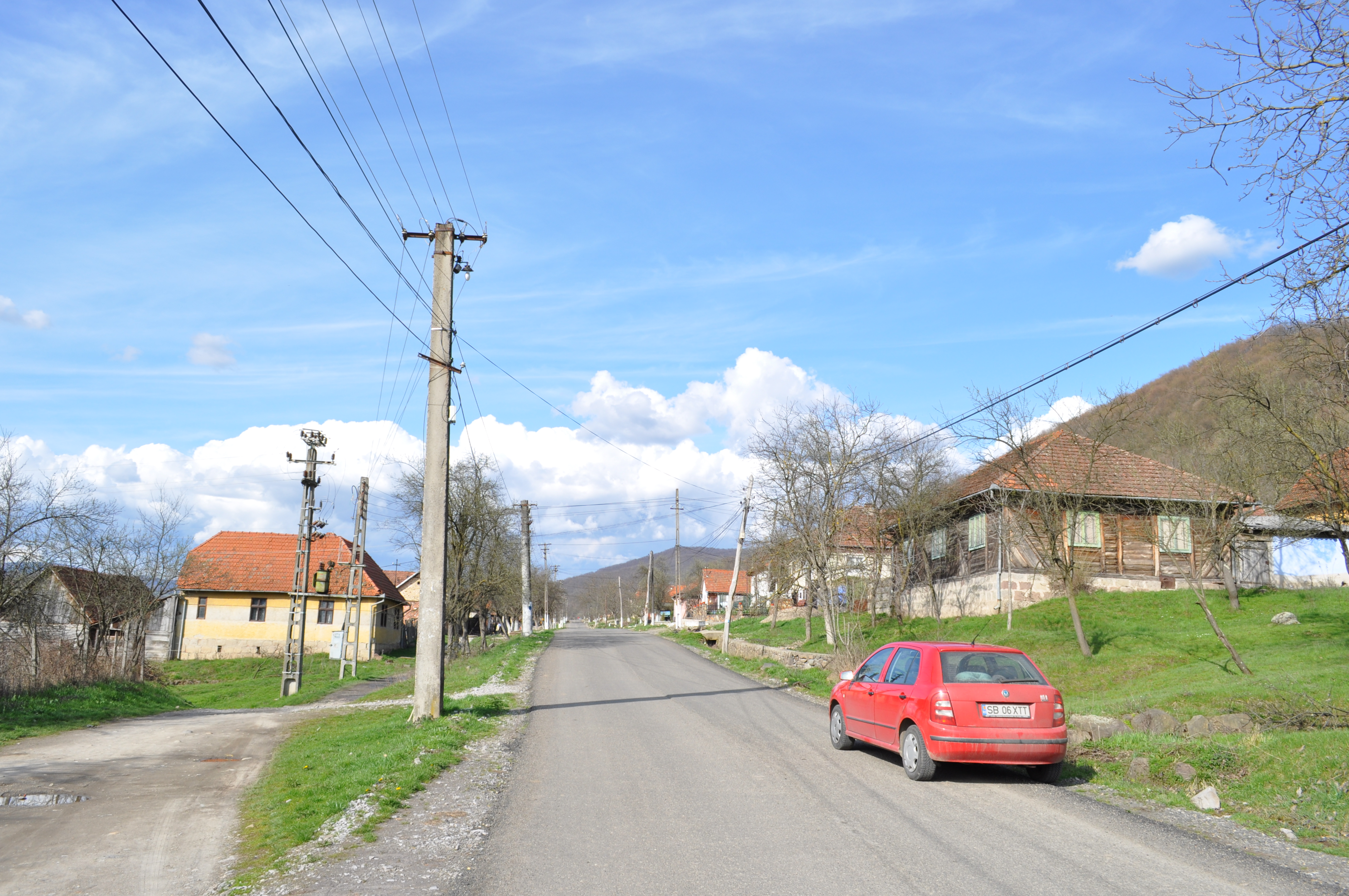

Jószáshely (románul: Iosășel) korábban önálló település, ma Gurahonc falu része Romániában, Arad megyében.

## Fekvése
A Fehér-Körös jobb oldalán, a Zimbru-patak mentén fekvő egyutcás település.

## Nevének eredete
Neve Jószás nevének román -el kicsinyítő képzős alakjából származik. A magyar Jószáshely név népetimológiás. Először 1574-ben mint Kis-Jószás, majd 1746-ban mint Joszasel, 1851-ben, Fényes Eleknél pedig mint Jószáshely szerepel.

## Története
Határában két kőkori opálcsiszoló műhelyet tártak fel. 1746-ig Zaránd, majd Arad vármegyéhez tartozott. A 18. század közepén még szórványtelepülés volt, összetelepítésekor fatemplomát két kilométer távolságról helyezték át.
1849 május 23-án itt akasztatta fel egy Fehér-Körös hídjához közeli fűzfára Hatvani Imre az Abrudbányáról elhurcolt Ioan Buteanut, a jószási papot és bírót és a jószáshelyi bírót, ítélet nélkül. Sírjukat 1869-ben Dionisie Păscuțiu aradi ügyvéd exhumáltatta, és a tetemeket a gurahonci temetőben hantolta el újra. 1924-ben Buteanu csontjait a Păscuțiu által emeltetett emlékkereszttel együtt a cebei panteonba vitték, helyettük 1934-ben állították fel a ma látható emlékművet.
1878-ban ide helyezték át a nagyhalmágyi választókerület székhelyét, 1888-ban pedig a zimbrói körjegyzőséget és hetivásárt. A 20. század elején szeszgyár, 1910 és 13 között nyomda működött benne. Kőfejtőjéből az 1900-as években évente átlagosan hat-tízezer vagonnyi andezitet termeltek ki. 1966-ban csatolták Gurahonchoz.
1910-ben 633 lakosából 552 volt román és 76 magyar anyanyelvű; 553 ortodox, 61 zsidó és 14 római katolikus vallású.

## Nevezetességek
- Klasszicista kastélya a 19. század első felében épült, 1849 után átépítették.
- Buteanu-emlékmű (1934).
- Jószáshelyi a Purgly család előneve.